# Pássaro Flamejante
Pássaro Flamejante ou Labareda (Flamebird no Original) é um codinome usado por um número considerável de super-heróis da DC Comics, sempre ligado ou ao Superman ou ao Batman.

## História do personagem

### Jimmy Olsen
Num período anterior à Crise nas Infinitas Terras houve uma história em Superman, Vol.1 #158 (Janeiro de 1963) em que Superman, numa aventura à cidade engarrafada de Kandor ao lado de Jimmy Olsen, adotou, pela primeira vez, o codinome "Asa Noturna".
Uma vez dentro de Kandor, Superman ficava sem poderes, e acabou, devido a um mal-entendido, sendo considerado um fora-da-lei. Para proteger-se e também proteger Jimmy, decidiu adotar uma segunda identidade, inspirado em Batman e Robin. Surgiram aí Asa Noturna (Superman) e Pássaro Flamejante (Jimmy).
A ideia seria retomada, no pós-crise, apenas em 2001, na edição #111 da revista Superman: The Man of Steel, aonde Superman e Lois Lane, ao viajar para uma cidade kryptoniana, adotaram para si os nomes "Asa Noturna" e "Flamejante".

## Ak-Var
Enquanto estavam em Kandor, Asa Noturna e Labareda conheceu Van-Zee, um cientista Kandoriano que se parece muito com o Superman. Em um momento, Van-Zee veste o traje de Asa Noturna, a fim de resgatar o Superman de apuros.
Depois que Superman e Jimmy saem de Kandor, Van-Zee assumiu o papel de Asa Noturna em tempo integral.
Ak-Var, assistente laboratório de Van-Zee e marido de sua sobrinha Thara, mais tarde assumiu o manto da Flamejante. Os dois compartilharam várias aventuras distintas, semelhante ao que aconteceu com Superman e Jimmy.

## Pós-crise

### Bette Kane
Por um breve momento na década de 1970, a jovem aventureira fantasiada Betty Kane havia ingressado em uma no grupo dos Novos Titãs da Costa Oeste, sob a sua alcunha original de "Bat-Girl".
Após a Crise nas Infinitas Terras "Bat-Girl" não existia mais, apesar da equipe do qual ela fez parte ainda existir.
Secret Origins Annual # 3 (1989) estabeleceu a história pós-crise oficial dos Titãs da Costa Oeste. Em vez de Betty Kane como Bat-Girl, os fãs foram apresentados a um personagem semelhante: Mary Elizabeth "Betty" Kane, ou Labareda.